# Adamus micrositoides
Adamus micrositoides là một loài bọ cánh cứng trong họ Tenebrionidae. Loài này được Kaszab miêu tả khoa học năm 1975.